# 陆为公
陆为公（1909年—1989年），男，甘肃庆阳人，中华人民共和国政治人物，曾任甘肃省科学技术委员会副主任，甘肃省政协秘书长、副主席。